# Petra Volpe
Petra Biondina Volpe (Suhr, 6 agosto 1970) è una regista e sceneggiatrice svizzera.

## Biografia
Laureatasi in belle arti all'Accademia d'Arte e Design di Zurigo nel 1992, dopo un soggiorno a New York ha studiato drammaturgia e sceneggiatura presso l'Università "Konrad Wolf" di Cinema e TV di Potsdam.
Il suo secondo lungometraggio, Contro l'ordine divino (2017), una commedia sull'introduzione del suffragio femminile in Svizzera, ha riscosso un enorme successo di pubblico in patria, totalizzandovi oltre 350 000 spettatori e diventando così il film svizzero di maggior incasso dell'anno, nonché uno dei dieci film svizzeri di maggior successo di sempre.
Sia Contro l'ordine divino, che il suo film successivo da regista, L'ultimo turno (2025), sono stati i candidati svizzeri all'Oscar al miglior film straniero.

## Filmografia

### Regista e sceneggiatrice
- Mia nonna tutto zucchero – cortometraggio (1998)
- Der Kuss – cortometraggio (2000)
- Crevetten – cortometraggio (2002)
- La fidanzata – cortometraggio (2004)
- Schlorkbabies an der Raststätte – cortometraggio (2005)
- Schönes Wochenende – film TV (2006)
- Kleine Fische – film TV (2007)
- Frühling im Herbst – film TV (2009)
- Traumland (2013)
- Contro l'ordine divino (Die göttliche Ordnung) (2017)
- L'ultimo turno (Heldin) (2025)

### Solo sceneggiatrice

#### Cinema
- Lovely Louise, regia di Bettina Oberli (2013)
- Heidi, regia di Alain Gsponer (2015)
- Die goldenen Jahre, regia di Barbara Kulcsar (2022)

#### Televisione
- Meier Marilyn, regia di Stina Werenfels – film TV (2003)
- Tag und Nacht – serie TV, episodio 1x08 (2008)
- Frieden - Il prezzo della pace (Frieden) – miniserie TV, 7 puntate (2020)
- Neumatt – serie TV, 7 episodi (2021)